# Condylostylus leonardi
Condylostylus leonardi är en tvåvingeart som först beskrevs av Van Duzee 1915.  Condylostylus leonardi ingår i släktet Condylostylus och familjen styltflugor.
Artens utbredningsområde är Florida. Inga underarter finns listade i Catalogue of Life.